# Rafael Advanced Defense Systems
Rafael Advanced Defense Systems Ltd (en hébreu : רפאל - מערכות לחימה מתקדמות בע"מ, anciennement : RAFAEL Armament Development Authority), connu sous le nom RAFAEL ou Rafael, (également orthographié Raphaël ou Rephaël ; acronyme hébraïque de « Autorité pour le développement de l'armement » - רשות לפיתוח אמצעי לחימה) est l'autorité israélienne pour le développement d'armes et de technologie militaire.
Rafael Advanced Defense Systems Ltd se classait en 2023 au 34e rang mondial pour la production d'armement.

## Historique
Dès 1947, David Ben Gourion décida de créer un institut de recherche et de développement d'armes pour faire face à la guerre qui ne manquera pas d'éclater lors de la proclamation d'indépendance de l'État d'Israël en 1948. En 1951 cet institut fut créé sous le nom HEMED pour Corps de science de l’IDF (Israeli Defence Forces ou Tsahal) en hébreu. Son premier directeur fut Ernst Bergmann.
En 1952, David Ben Gourion décida de scinder en deux les activités d’HEMED ; L’entité HEMED se concentrant sur la recherche scientifique pure, et la nouvelle entité baptisée EMET devant elle se consacrer au développement d’armes.
En 1954, Ben Gourion décida de changer le nom de l’entité EMET pour RAFAEL et devint dépendant du ministère de la Défense israélien jusqu'en 2002. RAFAEL fut à l'origine des premiers programmes de développement des missiles israéliens.
RAFAEL développa le premier lanceur spatial israélien, Shavit 2, qui fut lancé le 5 juillet 1961,.
Rafael Advanced Defense Systems Ltd conçoit, développe, fabrique et distribue une large gamme de systèmes de défense de haute technologie pour les armées de l'Air, de Terre, la Marine ainsi que des applications spatiales.
Plus de 9 % de son chiffre d’affaires est investi dans la recherche et développement. La société a tissé des liens privilégiés avec l'Armée de défense d'Israël et ses produits et savoir-faire sont intégrés dans toutes les forces armées israélienne.
RAFAEL collabore également avec différentes sociétés américaines (Lockheed Martin, Raytheon) et européennes (Thales, EADS, BAE) sur plusieurs projets de missiles, drones et systèmes d'armes.
En juillet 2020, le groupe émirati Group 42 (en) annonce la signature d'un protocole d'accord avec deux groupes de défense israéliens - Rafael et Israel Aerospace Industries - pour rechercher et développer des méthodes de lutte contre la pandémie de Covid-19. La filiale des entreprises de défense israéliennes, Elta, confirme l'accord.

## Réalisations

### Missiles
- Luz (sol-sol et air-sol)
- Shafrir (air-air)
- Python (air-air)
- Derby (air-air)
- Spike (sol-sol, antichar)

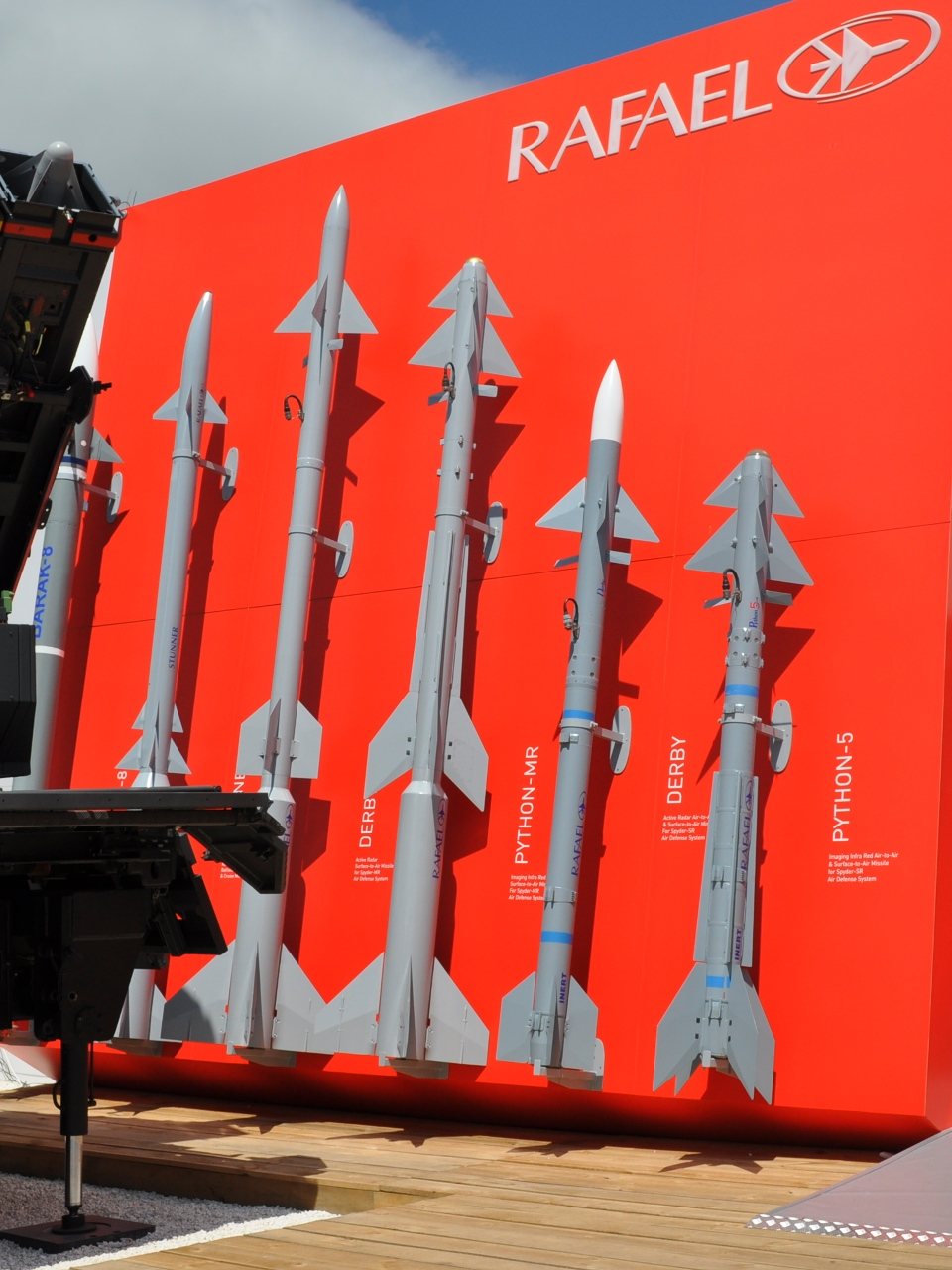
Exposition des missiles Python et Derby.

- AGM-142 Have Nap « Popeye », (surface-air en collaboration avec Lockheed Martin)
- Barak (mer-mer et mer-air)
- Sparrow (famille d’engin cible comprenant le Black Sparrow, le Blue Sparrow et le Silver Sparrow en collaboration avec Lockheed Martin)
- Defender (système de défense antiaérien en collaboration avec Thales)
- Spyder SR et MR (système de défense antiaérien)
- Helistar (système de protection anti-missile pour hélicoptère, en collaboration avec EADS)
- Iron Dome (système de défense contre obus, roquettes et missiles à courte portée)
- Matador (lance-roquettes anti-fortification et blindés légers)
- Iron Beam (système de protection qui serait opérationnel dès 2015)

### Système de contre-mesure
- Trophy (protection active anti-roquette)

### Autres
- Protector USV, vedette de patrouille télécommandée en collaboration avec Lockheed Martin et BAE
- Wolf, Véhicule de transport de troupe blindé.
- Typhoon, affut de canon télécommandé et stabilisé
- LITENING, nacelle de désignation laser

## Sources
- (en) Michael I. Karpin, The Bomb in the Basement : How Israel Went Nuclear and What That Means for the World, New York, Simon & Schuster, 2006, 404 p. (ISBN 978-0-7432-6594-2, lire en ligne)